# Ludomił Gyurkovich
Ludomił Klemens Gyurkovich (ur. 23 listopada 1899 w Stanisławowie, zm. 20 lipca 1980 w Kielcach) – polski architekt, obrońca Lwowa. Odznaczony Krzyżem Kawalerskim Orderu Odrodzenia Polski, Złotym Krzyżem Zasługi, Złotą Odznaką Stowarzyszenia Architektów Polskich. Jego projekty były realizowane głównie na obszarach dzisiejszych województw: lwowskiego, świętokrzyskiego i podkarpackiego.

## Życiorys
Ludomił Gyurkovich urodził się jako syn Leona Gyurkovicha i Jadwigi Gyurkovichowej z domu Szulisławskiej. W 1922 roku wziął ślub z Zofią Szostakiewicz. Politechnikę Lwowską ukończył 27 marca 1926 roku. W latach 1921–1926 był asystentem, a następnie projektantem w Wydziale III Technicznym Magistratu Królewskiego Stołecznego Miasta Lwowa. Jednocześnie od 1924 do 1930 roku był starszym asystentem, a potem wykładowcą w Katedrze Budowy Miast Politechniki Lwowskiej. W 1931 roku założył własne przedsiębiorstwo budowlane, które jednak wkrótce zbankrutowało, a Gyurkovich w 1937 roku podjął pracę w Fabryce Związków Azotowych w Mościcach jako kierownik robót budowlanych. W 1938 roku przeniósł się do Łucka, gdzie objął funkcję kierownika Sekcji Planowania w Biurze Planowania Regionalnego Urzędu Wojewódzkiego jednakże prawdziwym celem pobytu w mieście był nadzór nad budową umocnień wojskowych. Po kilku miesiącach przeniósł się wraz z rodziną do Sandomierza, gdzie działał w Armii Krajowej pod pseudonimem „Brytan” i jednocześnie pracował jako architekt powiatowy w Opatowie.
W latach 1945–1950 był formalnie pracownikiem Urzędu Wojewódzkiego w Kielcach i pełnił funkcje: architekta okręgowego i komisarza odbudowy. Podejmował jeszcze parę stanowisk – był m.in. dyrektorem naczelnym Państwowego Przedsiębiorstwa Budownictwa w Sandomierzu, zastępcą dyrektora ds. technicznych Kieleckiego Zespołu Budownictwa Przemysłu Drobnego w Kielcach oraz dyrektorem CZSBM „Inwestprojekt” w Kielcach.
Zmarł 20 lipca 1980 roku, pochowany został na cmentarzu Starym w Kielcach.

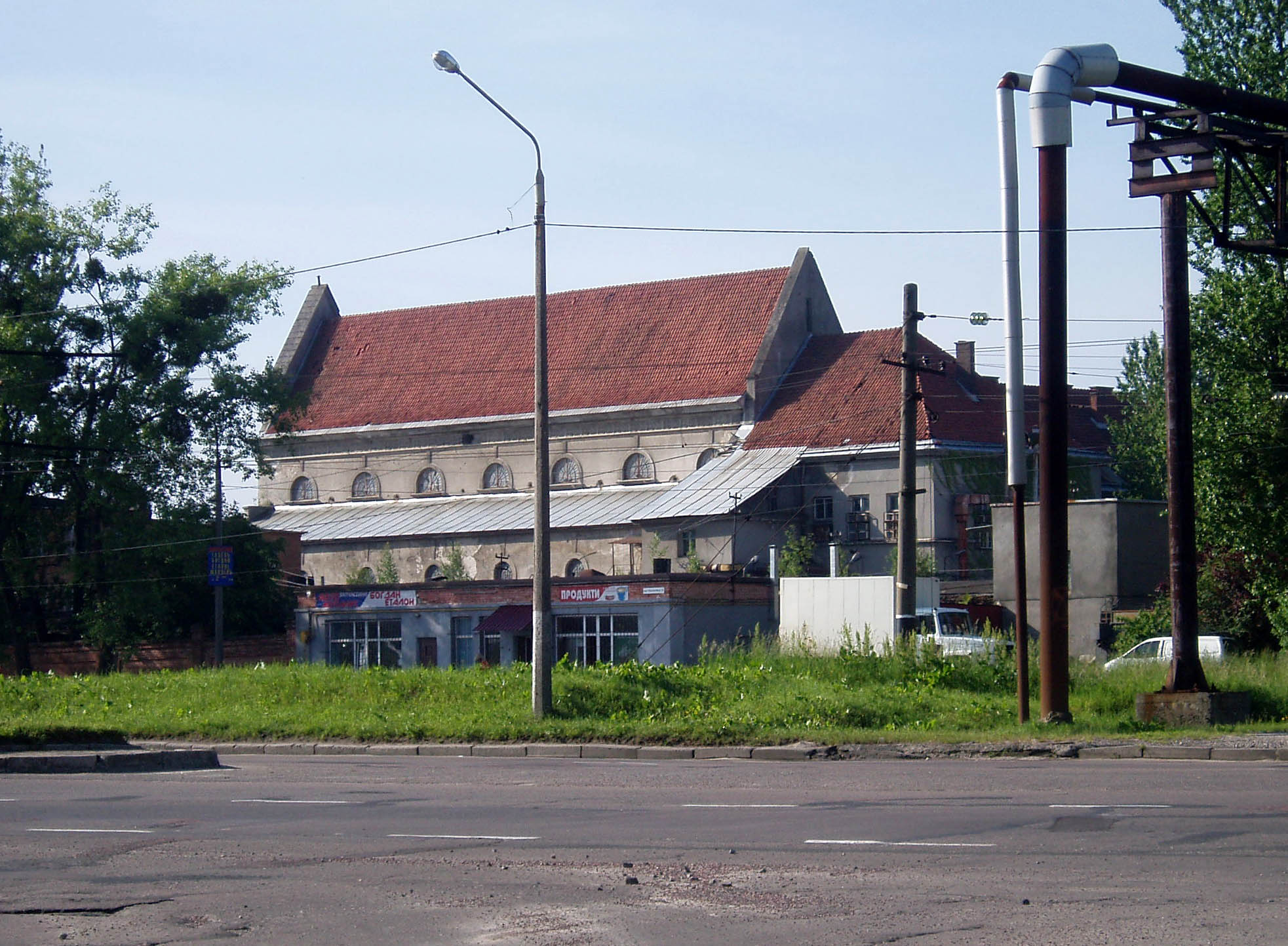
Dawny klasztor Karmelitów Bosych we Lwowie

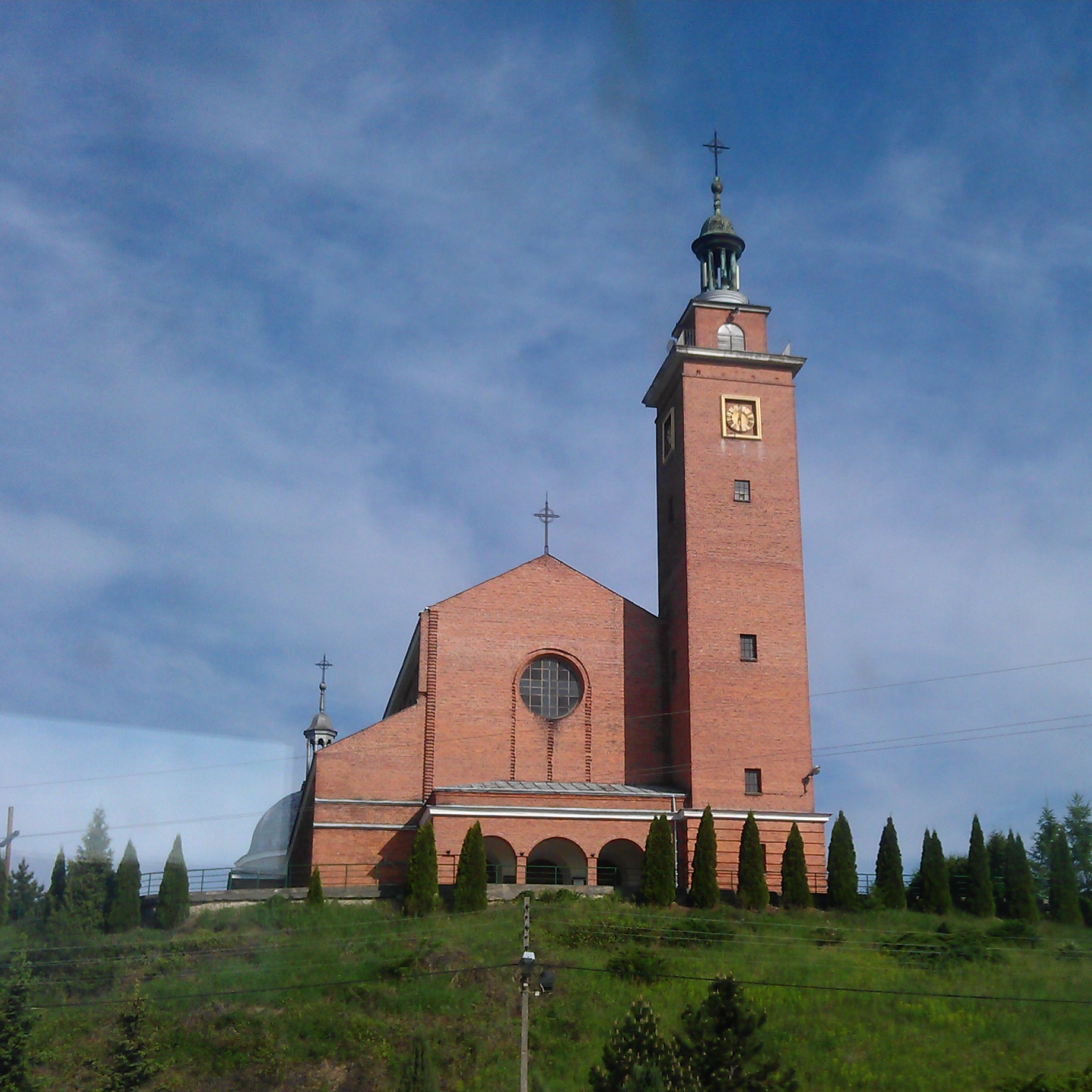
Kościół św. Andrzeja Boboli i św. Antoniego Pustelnika w Dwikozach z lat 1956-1965

## Ważniejsze projekty
- 7 zrealizowanych projektów kościołów we Lwowie
- 4 budynki szpitalne
- 5 budynków szkolnych
- 2 młyny
- 2 tartaki
- 3 ośrodki zdrowia
- 6 budynków mieszkalnych
- ogólny plan urbanistyczny miasta Kołomyja
- ogólny plan urbanistyczny miasta Kolbuszowa
- fragmenty realizacyjne zagospodarowania terenu w miastach: Lwów, Krynica, Stanisławów, Kołomyja i Lublin
- rekonstrukcja arkad i krużganków Kamienicy Królewskiej we Lwowie (1926-1929)
- ołtarz w stylu art Déco w kościele św. Elżbiety we Lwowie – z Józefem Szostakiewiczem

Zaprojektował i wybudował kościoły m.in. w:
- Dwikozach (1957-1963),
- Brzustowie (1958),
- Grzymałkowie (1958-1969),
- Zajezierzu (1959),
- Łysakowie (1959-1960),
- Łosieniu (1960),
- Malicach Kościelnych (1965-1974),
- Darominie (1971-1972),
- Morawicy (1974-1976),
- Świątnikach (1974-1975),
- Zarzeczycach (1975-1977),
- Mydłowie (1977-1979).

Odbudowywał kościoły po zniszczeniach wojennych:
- Sandomierz – Kościół św. Józefa w Sandomierzu (1946-1947),
- Jeleń (1959),
- Krępa Kościelna (1959),
- Łukawa (1966-1967).